# 广德站
广德站位于安徽省广德市桃州镇横山北路，是宣杭铁路的一个车站，1992年启用，距宣城站63公里，距杭州站177公里，是由上海铁路局芜湖车务段管辖的四等站。该站办理旅客乘降，但暂不办理行李、包裹托运；货运业务则是整车普通货物无限制。

## 车站结构

### 站场
| 货场     | 车站货场          |
| 3站台    | 宣杭铁路          |
| 岛式站台 |                   |
| 2站台    | 宣杭铁路 下行列车 |
| 1站台    | 宣杭铁路 上行列车 |
| 侧式站台 |                   |

## 旅客列车目的地
| 列车所属路局   | 目的地               |
| -------------- | -------------------- |
| 北京铁路局     | 温州                 |
| 南昌铁路局     | 南昌                 |
| 上海铁路局     | 温州（金温公司担当） |
| 太原铁路局     | 大同、杭州、太原     |
| 乌鲁木齐铁路局 | 杭州、乌鲁木齐       |
| 西安铁路局     | 杭州、温州、西安     |
| 郑州铁路局     | 杭州、宁波、郑州     |